# Линдеман, Андрей
Андрей Линдеман (нем. Andreas Lindemann; 1730, Ревель — 1787) — российский акушер, статский советник (1781), член Медицинской коллегии.

## Биография
Родился в Ревеле; этнический немец. Учился медицине и получил докторский диплом в Гёттингенском университете в 1755 г. за диссертацию: «De partu praeternaturali, quem sine matris aut foetus sectione absolvere non licet operatori». В 1755—1756 годах совершенствовался в акушерстве в Берлине и Страсбурге. В конце 1756 году вернулся в Россию и, сдав экзамен, в 1757 году получил право практики в России. 7 апреля 1757 года по инициативе П. З. Кондоиди определён «к бабичьему делу»: преподавал в школе для акушерок в Петербурге на профессорской должности с жалованьем 600 рублей в год. С 1759 года был обязан читать лекции по-русски, но русского языка не знал, его лекции переводил штаб-лекарь Якоб фон Меллен.
27 ноября 1763 года стал членом Медицинской коллегии, единственным в ней акушером (и, следовательно, высшим в стране экзаменатором поступающих на службу акушерок), при этом почти перестал читать лекции в акушерской школе.
В апреле 1776 участвовал в попытках врачей спасти великую княгиню Наталью Алексеевну, первую жену Павла Петровича (будущего императора), умершую родами 15 апреля 1776 года.
Был уволен из коллегии в 1781 году и, получив чин статского советника, назначен доктором в Санкт-Петербургский Оспенный дом.

## Труды
- Lindemann A. Dissertatio inauguralis medica de partu praeternaturali, quem sine matris aut foetus sectione absolvere non licet operatori quam … pro Doctoris honoribus et privilegiis rite ontinendis d. XXVII. Novembris MDCCLV. publicae e cathedra disquisitioni exponet Andreas Lindemann. — Gottingae: apud Eliam Luzac, [1755]. — [2], 34 p. 4to.